# 레냐강
레냐강(버마어: လေညာမြစ်)은 미얀마의 강이다. 레냐강은 테나세림 구릉에서 발원하여 미에익 근처에서 테나세림강이 바다로 들어가는 지점에서 남쪽으로 약 45마일 떨어진 곳에서 안다만해로 흐른다. 미얀마 따닝따이도 따닝따이산맥에서 시작하여 남쪽으로 통과해 안다만해로 유입되는 미얀마의 강이다.

## 같이 보기
- 미얀마의 강 목록